# Ligue nationale de hockey féminin (1999-2007)
Pour les articles homonymes, voir Ligue nationale de hockey féminin (homonymie).
La Ligue nationale de hockey féminin - LNHF (en anglais : National Women's Hockey League - NWHL) est une ligue professionnelle féminine de hockey sur glace en Amérique du Nord. La ligue est en activité entre 1998 et 2007, elle fonctionne neuf saisons avant d'être dissoute après la saison 2006-2007.  Elle a fait partie des grandes ligues majeures professionnelles féminines d'Amérique du Nord avec la Ligue canadienne de hockey féminin ( LCHF ) et la Ligue féminine de hockey de l'Ouest (en anglais, WWHL).

## La création de la LNHF
La ligue est créée sous l'impulsion de la mairesse de la ville de Brampton en Ontario : Susan Fennell. Lors de sa création en 1998, la LNHF remplace l'ancienne Central Ontario Women's Hockey League (COWHL). Cette COWHL décline et chute à trois équipes en 1997-1998 . 
La LNHF est officiellement nommée le 16 février 1999 avec Al Dawson comme premier président de la ligue.

## Les premières années
Dès ses débuts, la nouvelle LNHF est composée de six équipes en Ontario et de quatre équipes dans la région de Montréal au Québec. La ligue se structure en deux divisions : la Division de l'Est et la Division de l'Ouest (la Division Ouest sera appelée quelques saisons plus tard la Division Centrale). Chacune des équipes jouent 35 matchs par saison. À la fin de la saison, il y a des séries éliminatoires et une équipe est officiellement couronnée championne de la ligue .
Les franchises originales sont :
Division de l'Est
- Wingstar de Montréal à Montréal au Québec (fondée en 1998 sous le nom du Wingstar de Montréal avant d’être renommée Axion de Montréal en 2003).
- Raiders d'Ottawa à Ottawa en Ontario .
- Panthères de Sainte-Julie, à Laval au Québec (fondée en 1999 sous le nom des Panthères de Sainte-Julie avant d’être renommée Cheyennes de la Métropole en 2001 puis Avalanche du Québec en 2002).
- Laval Mistral, à Laval, équipe existante uniquement lors des saisons 1999-2000 et 2000-2001.
- Montreal Jofa-Titan, dans le West Island de la région Montréal qui ne joue qu'une seule saison (1999-2000).

Division Centrale
- Thunder de Brampton, à Brampton en Ontario.
- Chiefs de Mississauga, à Oakville en Ontario (fondée en 1999 sous le nom des Chiefs de Mississauga puis renommée Ice Bears de Mississauga en 2000 avant le déménagement de l'équipe à Oakville en 2003 pour prendre le nom d'Ice d'Oakville).
- Clearnet Lightning, à Vaughan en Ontario (fondée en 1998 puis renommé TELUS Lightning en 2001, Durham Lightning en 2005 et Dolphins d'Etobicoke en 2006).
- Aeros de North York, à Toronto en Ontario (fondée en 1998 sous le nom des Aeros de North York avant d'être rebaptisés Aeros de Beatrice en 1999. L'équipe change de nom en 2003 pour adopter le nom des Aeros de Toronto, puis devient les Aeros de Mississauga en 2006).
- Sting de Scarborough, à Scarborough qui ne joue que 2 saisons (pour la saison 1999-2000, puis renommée Sting de Toronto pour la saison 2000-2001).

Pour la saison inaugurale 1998-1999, les Aeros de North York remporte le championnat de la Division Ouest tandis que le Wingstar de Montreal remporte celui de la division Est. Lors de la finale des séries éliminatoires, les Thunder de Brampton battent 5-2 le Wingstar de Montréal et deviennent les championnes de la ligue.

### Résultats pour la saison 1999-2000
| Rang | Équipe                    | PJ | V  | D  | N  | BP  | BC  | Pts |
| ---- | ------------------------- | -- | -- | -- | -- | --- | --- | --- |
| 1    | Panthères de Sainte Julie | 35 | 20 | 8  | 7  | 109 | 68  | 47  |
| 2    | Wingstar de Montréal      | 35 | 18 | 7  | 10 | 116 | 62  | 46  |
| 3    | Raiders d'Ottawa          | 35 | 9  | 20 | 6  | 61  | 109 | 24  |
| 4    | Mistral de Laval          | 35 | 7  | 23 | 5  | 78  | 177 | 19  |

| Rang | Équipe                | PJ | V  | D  | N | BP  | BC  | Pts |
| ---- | --------------------- | -- | -- | -- | - | --- | --- | --- |
| 1    | Aeros de Beatrice     | 40 | 35 | 3  | 2 | 217 | 37  | 72  |
| 2    | Thunder de Brampton   | 40 | 29 | 5  | 6 | 208 | 64  | 64  |
| 3    | Chiefs de Mississauga | 40 | 21 | 13 | 6 | 133 | 79  | 48  |
| 4    | Clearnet Lightning    | 40 | 4  | 33 | 3 | 44  | 249 | 11  |
| 5    | Sting de Scarborough  | 40 | 3  | 34 | 3 | 49  | 170 | 9   |

La saison 1999-2000 débute le 11 septembre 1999, les Panthères de Sainte Julie gagnent de justesse la Division de l'Est contre le Wingstar de Montreal et les Aeros de Beatrice remportent la Division Ouest. Lors des séries éliminatoires, les Aeros de Beatrice affrontent les Panthères de Sainte-Julie. Dans le deuxième match de la finale, Cherie Piper marque le but gagnant avec 9:06 minutes à disputer en première période et la gardienne Lauren Goldstein obtient le blanchissage pour les Aeros. Avec leur victoire de 1-0, les Aeros de Beatrice gagnent le championnat de la ligue.

### Honneurs individuels de la saison 1999-2000
Distinctions dans la division Est 
- Meilleure joueuse attaquante de la division de l'Est : Caroline Ouellette, Wingstar Montréal
- Meilleure joueuse défensive la division de l'Est : Isabelle Chartrand, Le Mistral de Laval
- Meilleure marqueuse de la division de l'Est : Caroline Ouellette, Wingstar de Montréal
- Meilleure gardienne de la division de l'Est : Marie-France Dansereau et Josée Cholette, toutes les deux du Wingstar de Montréal
- Entraîneur de l'année dans la division de l'Est : Sébastien Gariépy des Panthère de Sainte Julie,

Distinction dans la division Ouest
- Meilleure joueuse attaquante dans la division Ouest : Angela James, Aeros de Beatrice
- Meilleure joueuse défensive de la division Ouest : Geraldine Heaney, Aeros de Beatrice
- Meilleure marqueuse de la division de l'Ouest : Karen Nystrom, Thunder de Brampton
- Meilleure gardienne dans la division de l'Ouest : Kendra Fisher et Lauren Goldstein, les deux du Aeros de Beatrice
- Entraîneur de l'année dans la division Ouest : Ken Dufton, Aeros de Beatrice

## L’expansion vers l'ouest
Pour la saison 2000-2001, une équipe est créée à Vancouver : les Griffins de Vancouver. La nouvelle équipe joue des matchs d’exhibition à domicile et en extérieur mais les coûts de déplacement sont exorbitants.

### Résultats pour la saison 2000-2001
| Rang | Équipes                   | PJ | V  | D  | N | BP  | BC  | Pts |
| ---- | ------------------------- | -- | -- | -- | - | --- | --- | --- |
| 1    | Wingstar de Montréal      | 40 | 30 | 6  | 4 | 163 | 63  | 64  |
| 2    | Panthères de Sainte-Julie | 40 | 22 | 15 | 3 | 168 | 102 | 47  |
| 3    | Raiders d'Ottawa          | 40 | 11 | 25 | 4 | 78  | 150 | 26  |
| 4    | Mistral de Laval          | 40 | 5  | 33 | 2 | 68  | 261 | 12  |

| Rang | Équipe                | PJ | V  | D  | N | BP  | BC  | Pts |
| ---- | --------------------- | -- | -- | -- | - | --- | --- | --- |
| 1    | Aeros de Beatrice     | 40 | 35 | 2  | 3 | 222 | 48  | 73  |
| 2    | Thunder de Brampton   | 40 | 30 | 7  | 3 | 223 | 82  | 63  |
| 3    | Chiefs de Mississauga | 40 | 21 | 16 | 3 | 107 | 97  | 45  |
| 4    | Sting de Toronto      | 40 | 8  | 29 | 3 | 82  | 168 | 19  |
| 5    | Clearnet Lightning    | 40 | 5  | 34 | 1 | 77  | 219 | 11  |

| rang | Équipe                | PJ | V  | D | N | BP | BC | Pts |
| ---- | --------------------- | -- | -- | - | - | -- | -- | --- |
|      | Griffins de Vancouver | 18 | 14 | 4 | 0 | 91 | 43 | 28  |

Les séries éliminatoires se déroulent en mars et la finale est composée de deux matchs où le nombre de buts marqués couronne l'équipe championne de la ligue:
- 18 mars 2001 : Panthères de Sainte Julie 2-2 Aeros de Beatrice
- 19 mars 2001 : Aeros de Beatrice 8-1 Panthères de Sainte Julie

Les Aeros remportent le titre basé sur le nombre de buts marqués.

### Résultats pour la saison 2002-2003
Pour cette saison, deux autres équipes de l'ouest (à Edmonton et à Calgary) se joignent à la ligue : L'Oval X-Treme de Calgary et le Chimos d'Edmonton. Les nouvelles deux équipes jouent leurs matchs réguliers dans une nouvelle Division avec les Griffins de Vancouver mais cette équipe ferme ses portes à la fin de la saison.
| Rang | Équipes              | PJ | V  | D  | N | DP | BP | BC  | Pts |
| ---- | -------------------- | -- | -- | -- | - | -- | -- | --- | --- |
| 1    | Wingstar de Montréal | 36 | 18 | 15 | 3 | 0  | 83 | 81  | 39  |
| 2    | Raiders d'Ottawa     | 36 | 13 | 20 | 1 | 2  | 96 | 122 | 29  |
| 3    | Avalanche du Québec  | 36 | 10 | 20 | 5 | 1  | 87 | 120 | 26  |

| Rang | Équipes               | PJ | V  | D  | N | DP | BP  | BC  | Pts |
| ---- | --------------------- | -- | -- | -- | - | -- | --- | --- | --- |
| 1    | Aeros de Beatrice     | 36 | 32 | 3  | 1 | 0  | 201 | 54  | 65  |
| 2    | Thunder de Brampton   | 36 | 27 | 9  | 0 | 0  | 152 | 71  | 54  |
| 3    | Chiefs de Mississauga | 36 | 19 | 13 | 3 | 1  | 122 | 111 | 42  |
| 4    | Telus Lightning       | 36 | 0  | 34 | 1 | 1  | 54  | 236 | 2   |

| Rang | Équipe                  | PJ | V  | D  | N | DP | BP | BC  | Pts |
| ---- | ----------------------- | -- | -- | -- | - | -- | -- | --- | --- |
| 1    | Oval X-Treme de Calgary | 24 | 23 | 1  | 0 | 0  | 83 | 81  | 39  |
| 2    | Griffins de Vancouver   | 24 | 10 | 13 | 0 | 1  | 82 | 92  | 21  |
| 3    | Chimos d'Edmonton       | 24 | 3  | 20 | 0 | 1  | 35 | 132 | 7   |

La finale des séries éliminatoires oppose l'Oval X-Treme de Calgary aux Aeros de Beatrice. L'Oval X-treme de Calgary remporte le match 3-0 et gagne le Championnat LNHF 2002-2003.

## Championnats canadiens de 2003
L'Oval X-Treme de Calgary représentant l'Alberta et le Thunder de Brampton représentant l'Ontario s'affrontent en finale du Championnat national Esso 2003. L'Oval X-Treme de Calgary gagne la finale par un score de 6-3 devant plus de 1100 supporteurs au Saskatchewan Place Arena. Samantha Holmes marque deux buts tandis que Colleen Sostorics et Delaney Collins obtiennent chacune deux mentions d'aide. Avec cette victoire, l'équipe de Calgary reçoit la Coupe Abby Hoffman. Dana Antal du Oval X-Treme Calgary et Jayna Hefford du Thunder sont élues ex-quo joueuses de la finale.

## Scission et création de la Ligue féminine de hockey de l'Ouest ou WWHL
En 2004-2005, une nouvelle ligue de l'Ouest (en anglais, Western Women's Hockey League ou WWHL) est créée avec deux des clubs de la LNHF (le Chimos d'Edmonton et l'Oval X-Treme de Calgary) ajoutés de trois nouvelles équipes : Les British Columbia Breakers, les Whitecaps du Minnesota et le Prairie Ice de la Saskatchewan .

### Résultats de la saison 2004-2005
| Rang | Équipe              | PJ | V  | D  | N | DP | BP  | BC  | Pts |
| ---- | ------------------- | -- | -- | -- | - | -- | --- | --- | --- |
| 1    | Axion de Montréal   | 36 | 24 | 9  | 2 | 1  | 140 | 85  | 51  |
| 2    | Raiders d'Ottawa    | 36 | 14 | 19 | 2 | 1  | 101 | 128 | 31  |
| 3    | Avalanche du Québec | 36 | 5  | 25 | 4 | 2  | 53  | 132 | 16  |

| Rang | Équipe              | PJ | V  | D  | N | DP | BP  | BC  | Pts |
| ---- | ------------------- | -- | -- | -- | - | -- | --- | --- | --- |
| 1    | Thunder de Brampton | 36 | 30 | 3  | 2 | 1  | 165 | 70  | 63  |
| 2    | Aeros de Toronto    | 36 | 24 | 6  | 4 | 2  | 142 | 68  | 54  |
| 3    | Ice d'Oakville      | 36 | 13 | 15 | 6 | 2  | 97  | 99  | 34  |
| 4    | Telus Lightning     | 36 | 4  | 28 | 4 | 0  | 72  | 189 | 12  |

Lors de la finale des séries éliminatoires, l'Aeros de Toronto bat 5-4 l'Axion de Montréal en tir de barrage. L'Aeros de Toronto gagne pour la première fois de son histoire le championnat de la LNHF.

### Résultats de la saison 2005–2006
| Rang | Équipe              | PJ | V  | D  | N | DP | BP  | BC  | Pts |
| ---- | ------------------- | -- | -- | -- | - | -- | --- | --- | --- |
| 1    | Raiders d'Ottawa    | 36 | 21 | 8  | 4 | 3  | 122 | 77  | 49  |
| 2    | Axion de Montréal   | 36 | 14 | 17 | 3 | 2  | 100 | 122 | 33  |
| 3    | Avalanche du Québec | 36 | 4  | 28 | 2 | 2  | 58  | 135 | 12  |

| Rang | Équipe              | PJ | V  | D  | N | DP | BP  | BC  | Pts |
| ---- | ------------------- | -- | -- | -- | - | -- | --- | --- | --- |
| 1    | Lightning de Durham | 36 | 23 | 6  | 5 | 2  | 107 | 74  | 53  |
| 2    | Thunder de Brampton | 36 | 19 | 12 | 5 | 0  | 113 | 97  | 43  |
| 3    | Ice d'Oakville      | 36 | 20 | 14 | 1 | 1  | 118 | 100 | 42  |
| 4    | Aeros de Toronto    | 36 | 13 | 17 | 4 | 2  | 114 | 127 | 32  |

La finale des séries éliminatoires de 2005-2006 marque la victoire serrée de l'Axion de Montréal 1-0 sur le Thunder de Brampton. L'Axion de Montréal remporte le championnat de la NWHL.

## Le projet de fusion avec la WWHL
Après de multiples discussions en 2006, la LNHF et la WWHL souhaitent se fusionner pour l'année 2007 mais cette fusion tombe vite en désuétude. Les deux ligues n'arrivent pas à s'entendre sur un calendrier commun pour les séries éliminatoires de fin de saison.

### Résultats de la saison 2006-2007
Une seule division compose maintenant la Ligue.
| Rang | Équipe               | PJ | V  | D | N | DP | BP  | BC | Pts |
| ---- | -------------------- | -- | -- | - | - | -- | --- | -- | --- |
| 1    | Dolphins d'Etobicoke | 20 | 15 | 1 | 2 | 2  | 87  | 66 | 64  |
| 2    | Aeros du Mississauga | 21 | 15 | 5 | 0 | 1  | 107 | 51 | 31  |
| 3    | Thunder de Brampton  | 16 | 8  | 8 | 0 | 0  | 71  | 66 | 16  |
| 4    | Ice d'Oakville       | 17 | 6  | 8 | 1 | 2  | 40  | 53 | 15  |
| 5    | Axion de Montréal    | 13 | 6  | 6 | 0 | 1  | 66  | 56 | 13  |
| 6    | Avalanche du Québec  | 12 | 2  | 8 | 2 | 0  | 41  | 91 | 6   |
| 7    | Raiders d'Ottawa     | 11 | 2  | 8 | 0 | 1  | 25  | 54 | 5   |

La finale du Championnat 2006-2007 se conclut par une victoire écrasante 4-0 du Thunder de Brampton sur sa rivale Axion de Montréal qui défendait son titre de championne de la saison précédente. Le Thunder de Brampton remporte le championnat de la LNHF.

## La fermeture de la ligue
Après la saison 2006-2007, la ligue est en difficulté financière. À cette époque, les propriétaires des équipes essuient de lourdes pertes financières et ne sont pas en mesure d’élaborer un plan d’affaires assez solide pour assurer l’avenir de la ligue. La Ligue est dissoute dans l'indifférence au cours de l'été 2007.
La disparition de la LNHF laisse les joueuses d’élite canadiennes et américaines sans ligue professionnelle où exercer leur talent. En septembre 2007, un groupe de joueuses autour de Lisa-Marie Breton se joint à un projet visant à créer une nouvelle ligue d’élite administrée par les joueuses (la Ligue canadienne de hockey féminin crée quelques semaines plus tard) et trois des équipes de la LNHF rejoignent cette nouvelle ligue .

## Équipes couronnées championnes LNHF
L'équipe championne de la saison reçoit la Coupe de la LNHF. Les différentes équipes championnes au cours de l'histoire de la ligue sont :
| Saison    | Champion                | Finaliste                 | Lieu     |
| --------- | ----------------------- | ------------------------- | -------- |
| 2006-2007 | Thunder de Brampton     | Axion de Montréal         | Brampton |
| 2005-2006 | Axion de Montréal       | Thunder de Brampton       | Brampton |
| 2004-2005 | Aeros de Toronto        | Axion de Montréal         | Brampton |
| 2003-2004 | Oval X-Treme de Calgary | Thunder de Brampton       | Brampton |
| 2002-2003 | Oval X-Treme de Calgary | Aeros de Beatrice         | Brampton |
| 2001-2002 | Aeros de Beatrice       | Thunder de Brampton       | Brampton |
| 2000-2001 | Aeros de Beatrice       | Panthères de Sainte-Julie | Brampton |
| 1999-2000 | Aeros de North York     | Panthères de Sainte-Julie | Brampton |

## Les joueuses notables dans la LNHF

### Meilleure marqueuse de buts
- 1998-1999 - Stephanie Boyd, Thunder de Brampton
- 1999-2000 - Karen Nystrom, Thunder de Brampton
- 2000-2001 - Jayna Hefford, Thunder de Brampton & Amy Turek, Aeros de Beatrice
- 2001-2002 - Amy Turek, Aeros de Beatrice
- 2002-2003 - Jayna Hefford,Thunder de Brampton
- 2003-2004 - Jayna Hefford, Thunder de Brampton
- 2004-2005 - Jayna Hefford, Thunder de Brampton
- 2005-2006 - Sommer West, Aeros de Toronto
- 2006-2007 - Jayna Hefford, Thunder de Brampton

### Meilleure défenseure
- 1998-1999 - Becky Kellar, Aeros de North York et Sue Merz, Thunder de Brampton [21]
- 1999-2000 - Isabelle Chartrand, Le Mistral de Laval et Geraldine Heaney, Aeros de Beatrice
- 2000-2001 -
- 2001-2002 -
- 2002-2003 -
- 2003-2004 -
- 2004-2005 -
- 2005-2006 -
- 2006-2007 -

### Meilleure gardienne de but
- 1998-1999 - Lauren Goldstein (moyenne de 0,52 en 19 matchs) et Kendra Fisher (moyenne de 1,14 en 24 matchs) toutes les deux du Aeros de North York[22].
- 1999-2000 - Kendra Fisher (moyenne de 0,72 en 19 matchs) et Lauren Goldstein (moyenne de 1,14 en 21 matchs) du Aeros de Beatrice[23].
- 2000-2001 -
- 2001-2002 -
- 2002-2003 -
- 2003-2004 -
- 2004-2005 -
- 2005-2006 -Desi Clark du Lightning de Durham (moyenne de 1,74 en 18 matchs) et Robyn Rittmaster des Raiders d'Ottawa (moyenne de 1.76 en 17 matchs)[24]
- 2006-2007 -

## Équipes d'étoiles LNHF

### Saison 1998-1999
Première équipe d'étoiles de la division Est 
Attaquante, Annie Desrosiers, Le Mistral de Laval
Attaquante, Nancy Drolet, Montréal Jofa-Titan
Attaquante, Caroline Ouellette, Wingstar de Montréal
Défenseur, Isabelle Chartrand, Le Mistral Laval
Défenseur, Isabelle Surprenant, Montréal Jofa-Titan
Gardienne, Marie-France Morin, Raiders d'Ottawa
Deuxième équipe d'étoiles de la division Est
Attaquante, Dana Avery, Raiders d'Ottawa
Attaquante, Mai-Lan Le, Montréal Jofa-Titan
Attaquante Julie Pelletier, Le Mistralde Laval
Défenseur, Anik Bouchard, Le Mistral de Laval
Défenseur, Nancy Robitaille, Winstar de Montréal
Gardienne, Vania Goeury, Le Mistral Laval et Marie-Claude Roy, Montreal Jofa-Titan
Première équipe d'étoiles de la division Ouest 
Attaquante, Andria Hunter, Chiefs du Mississauga
Attaquante, Angela James, Aeros de North York
Attaquante, Vicky Sunohara, Thunder de Brampton
Défenseur, Sue Merz, Thunder de Brampton
Défenseur, ------------------------------
Gardienne, Jen Dewar, Chiefs du Mississauga
Deuxième équipe d'étoiles de la division Ouest
Attaquante, Lori Dupuis, Thunder de Brampton
Attaquante, Annie Fahlenbock,Chiefs du Mississauga
Attaquante, Jayna Hefford, Thunder de Brampton
Défenseur, Carol Cooper, Chiefs du Mississauga
Défenseur, Gillian Ferrari, Aeros de North York
Gardienne, Kendra Fisher, Aeros de North York

### Saison 1999-2000
Première équipe d'étoiles de la division Est 
Attaquante, Caroline Ouellette, Wingstar de Montréal
Attaquante, Nancy Drolet, Panthères de Sainte-Julie
Attaquante, Annie Desrosiers, Le Mistral de Laval
Défenseur, Thérèse Brisson, Wingstar de Montréal
Défenseur, Isabelle Chartrand, Le Mistral de Laval
Gardienne, Marie-France Morin, Raiders d'Ottawa
Deuxième équipe d'étoiles de la division Est
Attaquante, Mai-Lan Lê, Panthères de Sainte-Julie
Attaquante, Isabelle Aubé, Raiders d'Ottawa
Attaquante, Nadine Bourdeau, Raiders d'Ottawa
Défenseur, Anik Bouchard, Le Mistral de Laval
Défenseur, Lyne Landry, Raiders d'Ottawa
Gardienne, Josée Cholette, Wingstar de Montréal
Première équipes d'étoikes de la division Ouest 
Attaquante, Angela James, Aeros de Beatrice
Attaquante, Jayna Hefford, Brampton Tonnerre
Attaquante, Amy Turek, Aeros de Beatrice
Défense, Geraldine Heaney, Aeros de Beatrice
Défense, Cheryl Pounder, Aeros de Beatrice
Gardienne, Kendra Fisher, Aeros de Beatrice
Deuxième équipe d'étoiles de la division Ouest
Attaquante, Andria Hunter, Chiefs de Mississauga
Attaquante, Vicky Sunohara, Thunders de Brampton
Attaquante, Stéphanie Kay, Aeros de Beatrice
Défenseur, Becky Kellar, Aeros de Beatrice
Défenseur, Nathalie Rivard, Chiefs de Mississauga
Gardienne, Sami Jo Small, Thunders de Brampton